# Bennett D. Hill
Bennett D. Hill, född 1934 i Philadelphia, död 2005, var en amerikansk historiker.
Studerat vid Harvard och Princeton. Undervisade historia vid University of Illinois i Urbana, där han var fakultetsordförande 1978-81. Medlem i American Council of Learned Societies och viceordförande i American Catholic Historical Association (1995-96). Benediktinmunk i St. Anselm's Abbey i Washington, D.C. och professor vid Georgetown University.
Hill har skrivit flera artiklar i Analecta Cisterciensia, The New Catholic Encyclopaedia, The American Benedictine Review och Dictionary of the Middle Ages; recensioner i The American Historical Review, Speculum och Journal of World History. Han har även medverkat i mastodontverket om världshistorien, A History of World Societies, som har utkommit i flera upplagor. 